# Prix Pierre-Simon de Laplace
Le prix Pierre-Simon de Laplace est un prix créé en 2007 décerné tous les trois ans par la Société française de statistique pour récompenser un statisticien francophone,.

## Description
La personne honorée est invitée par le Comité d’organisation des Journées de Statistique de l'année en cours. Une médaille de Membre d’Honneur de la SFdS lui sera remis, à ce titre, lors de la séance d’ouverture des Journées. 

## Lauréats
- 2007 : Pascal Massart et Paul Deheuvels
- 2010 : Anestis Antoniadis
- 2013 : Christian Gouriéroux
- 2016 : Emmanuel Candès
- 2019 : Luc Devroye
- 2022 : Marc Hallin
- 2025 : Sara Van de Geer